# 保·库瓦尔西
保·库瓦尔西·帕雷德斯（2007年1月22日—），生于西班牙加泰罗尼亚赫羅納省贝斯卡诺，职业足球运动员，效力于西班牙足球甲级联赛球會巴塞罗那，场上位置为中后卫。西班牙國家足球隊成員。

## 俱樂部生涯
2024年1月18日，庫巴爾西在西班牙國王盃對陣薩拉曼卡聯盟足球俱樂部的比賽中首次代表西班牙足球甲级联赛球會巴塞罗那一線隊出場，並於第46分鐘替補上場。

## 國家隊生涯
2024年7月，庫巴爾西入選西班牙23歲以下國家足球隊，參加2024年夏季奧運。他和西班牙U23隊最終贏得了2024年夏季奧林匹克運動會男子足球比賽的金牌。

## 荣誉
巴塞罗那
- 西班牙超級盃：2025年[5]
- 西班牙國王盃冠軍：2024–25[6]
- 西班牙足球甲级联赛冠軍：2024–25[7]

西班牙U23
- 夏季奥林匹克运动会足球比赛金牌：2024[8]